# OVNI (journal)
Pour les articles homonymes, voir OVNI (homonymie).
OVNI est un journal bimensuel et gratuit rédigé en japonais, publié par les éditions Ilyfunet à Paris et principalement destiné aux Japonais vivant en France et au Japon.

## Historique
Le journal a été créé en avril 1979 dans le but d'assurer un lien entre les différents membres de la communauté japonaise en France et couvre de nombreux aspects de la vie quotidienne : culture, conseils pratiques, fonctionnement de l'administration. Il est entièrement rédigé en japonais.
Distribué gratuitement, il est financé par la publicité et un service de petites annonces.

## Diffusion

### Version papier
La version papier du journal est diffusée en France à 60 000 exemplaires, notamment dans les structures liées à l'accueil des expatriés telles que l'ambassade et les consulats. Il est également disponible chez les entreprises japonaises implantées en France ou les restaurants japonais, soit 500 points répartis sur le territoire.
Sur le territoire nippon, le journal est distribué dans 200 points, notamment les consulats français et l'ambassade de France. 

## Popularité
Les quarante ans du journal ont été célébrés au travers d'une exposition retraçant les faits les plus marquants des quatre dernières décennies. Elle s'est tenue à l'Espace Japon, à Paris, du 9 au 30 avril 2019. Le site de l'exposition le décrit comme « le média de référence de la culture japonaise en France ».